# Pinamar-Pinepark

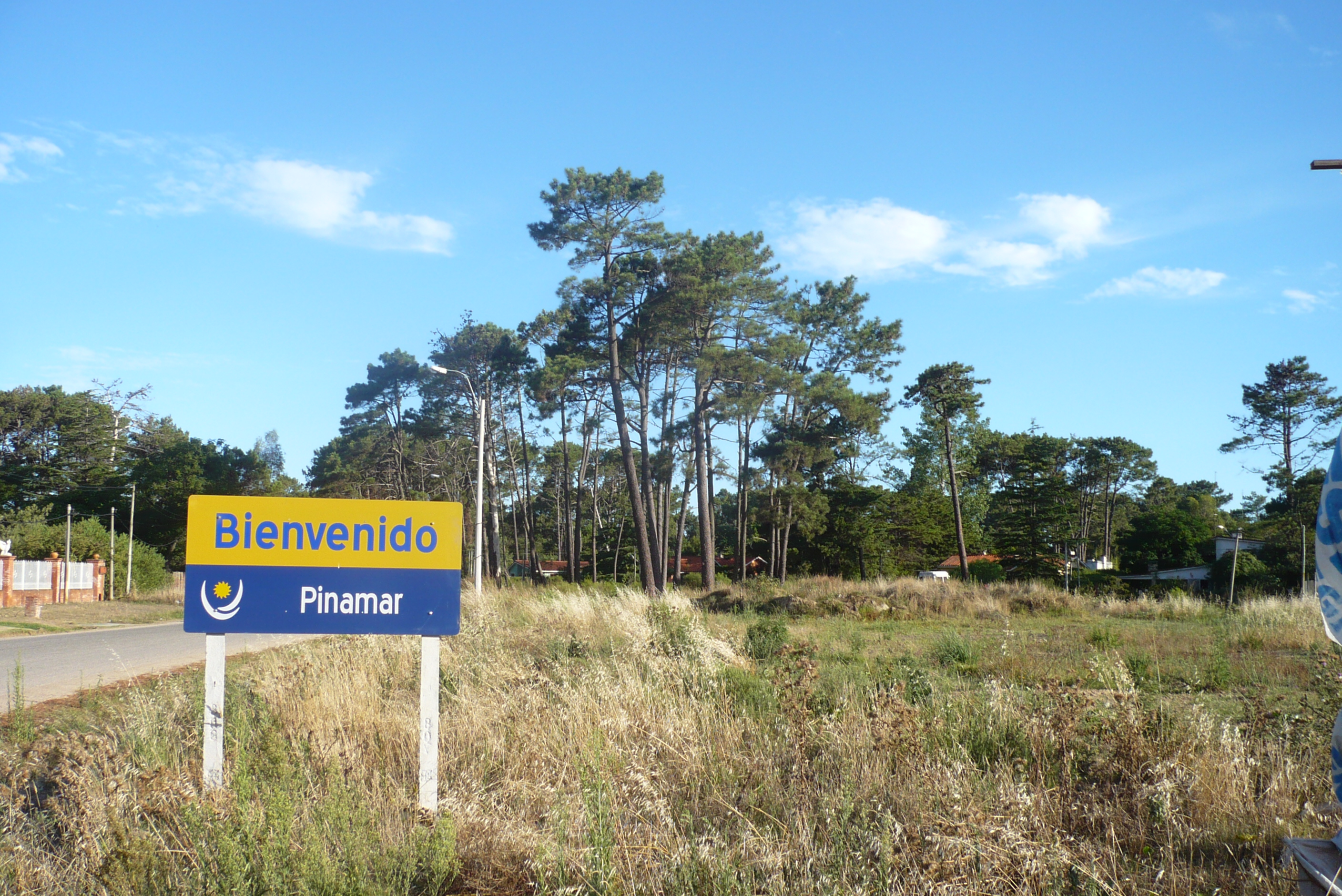
Pinamar (2011)

Pinamar-Pinepark ist eine Stadt in Uruguay.

## Geographie
Der Küstenort befindet sich im Süden des Departamento Canelones in dessen Sektor 17. Er grenzt dabei mit seiner Südostseite an den Río de la Plata. Am sich nach Nordosten fortsetzenden Küstenabschnitt schließt unmittelbar Salinas an, während im Südwesten Neptunia zu finden ist.

## Einwohner
Die Einwohnerzahl von Pinamar-Pinepark beträgt 4.724 (Stand: 2011).
| Jahr | Einwohner |
| ---- | --------- |
| 1963 | 213       |
| 1975 | 654       |
| 1985 | 838       |
| 1996 | 2.340     |
| 2004 | 3.608     |
| 2011 | 4.724     |

Quelle: Instituto Nacional de Estadística de Uruguay